# Đại học California, Los Angeles
Đại học California, Los Angeles (tiếng Anh: University of California, Los Angeles hay UCLA) là một viện đại học công lập nằm trong khu vực dân cư của Westwood trong nội vi thành phố Los Angeles. Thiết lập như là một viện đại học vào năm 1919, đây là viện đại học cổ xưa thứ nhì trong hệ thống Viện Đại học California (University of California) và là viện đại học có nhiều sinh viên ghi danh nhất ở nước Mỹ.
Chương trình học của UCLA được xếp thứ hạng rất cao; đa số các chương trình Ph.D. nằm trong 20 trường có chất lượng cao nhất của Mỹ theo thống kê của National Research Council. Vào năm 2019, U.S. News & World Report xếp chương trình đại học #1 trong hệ thống các trường đại học công lập trên toàn nước Mỹ, do vậy thường được xem là "Public Ivy." Viện đại học này cũng đứng đầu trong các viện đại học nghiên cứu công lập tính theo số lượng tiền nghiên cứu bởi National Science Foundation, và xếp thứ nhất trong tất cả các viện đại học Mỹ cả công và tư.